# Römisch-katholische Kirche in Costa Rica
Die römisch-katholische Kirche in Costa Rica ist Teil der weltweiten römisch-katholischen Kirche. 

## Geschichte
Die ab 1522 im Gebiet des heutigen Costa Rica angelegten und nur kurzzeitig bestehenden spanischen Kolonien unterstanden zunächst dem Bistum Santa María de La Antigua del Darién, ab 1534 dem Bistum León en Nicaragua. 1850 wurde das heutige Erzbistum San José de Costa Rica als Bistum San José de Costa Rica gegründet. 
Die Universidad Católica de Costa Rica in Moray ist einzige Katholische Universität des Landes und wurde 1993 gegründet.

## Organisation
Die römisch-katholische Kirche in Costa Rica ist in eine Kirchenprovinz mit einem Erzbistum und 7 Bistümern gegliedert.
Die katholische Kirche in Costa Rica wird vertreten durch die Conferencia Episcopal de Costa Rica (CECOR). Vorsitzender der Bischofskonferenz ist seit Herbst 2023 Javier Gerardo Román Arias. Apostolischer Nuntius ist seit Juli 2024 Erzbischof Mark Gerard Miles.
Circa 3,2 Millionen Einwohner (ca. 75 % der gesamten Bevölkerung) Costa Ricas sind Katholiken. Gemäß der Verfassung des Landes (Art. 75) ist der „katholische, apostolische, römische Glaube“ die Religion, die „zur Aufrechterhaltung des Staates beiträgt“, ohne dass die Ausübung anderer Bekenntnisse behindert wird, solange sie nicht der allgemeinen Moral oder den guten Sitten entgegenstehen. Die katholische Kirche hat großen gesellschaftlichen und politischen Einfluss.

## Bistümer in Costa Rica
- Erzbistum San José de Costa Rica: Bistum Alajuela, Bistum Cartago, Bistum Ciudad Quesada, Bistum Limón, Bistum Puntarenas, Bistum San Isidro de El General, Bistum Tilarán-Liberia